# الجلسات (فلم)
الجلسات (بالإنجليزية: The Sessions) هو فيلم درما أمريكي مستقل، تم إنتاجه في عام 2012. الفيلم من تأليف وإخراج بن لوين، وبطولة جون هوكس وهيلين هنت.

## طاقم التمثيل
- جون هوكس بدور مارك أوبراين
- هيلين هنت بدور شيريل كوهين-غرين
- ويليام ميسي بدور الأب بريندان
- مون بلودجود بدور فيرا
- أنيكا ماركس بدور أماندا
- آدم أركين بدور جوش
- ريا بيرلمان بدور ميكفا لايدي
- دبليو إيرل براون بدور رود
- روبن وايغرت بدور سوزان فيرنباخ
- بليك ليندسلي بدور الدكتورة. لورا وايت
- مينغ لو بدور كليرك
- رستي شويمر بدور جوان

## وصلات خارجية
- مقالات تستعمل روابط فنية بلا صلة مع ويكي بيانات